# ام‌بایه نیانگ
ام بایه حمدی نیانگ (فرانسوی: M'Baye Hamady Niang‎؛ زادهٔ ۱۹ دسامبر ۱۹۹۴) بازیکن فوتبال اهل سنگال است.

## افتخارات

### باشگاهی
میلان
- سوپرجام فوتبال ایتالیا: ۲۰۱۶

رن
- جام حذفی فوتبال فرانسه: ۱۹–۲۰۱۸

### ملی
سنگال
- جام ملت‌های آفریقا نایب قهرمان: ۲۰۱۹[۲]